# Ludwik Synowiec
Ludwik Synowiec (* 19. Januar 1958 in Katowice; † 21. Dezember 2022 ebenda) war ein polnischer Eishockeyspieler.

## Karriere

### Vereinslaufbahn
Ludwik Synowiec absolvierte für Naprzód Janów und den GKS Tychy insgesamt 437 Spiele in der Polska Hokej Liga und schoss dabei 37 Tore. Es folgten Stationen in Deutschland beim Dinslakener EC, EC Kassel, EHC Essen-West, ERC Selb, EHC Trier, ESV Bitburg, EC Euregio Nordhorn/Gronau und Aachener EC.

### Nationalmannschaft
Für die polnische Nationalmannschaft bestritt Synowiec zwischen 1979 und 1986 insgesamt 82 Länderspiele und erzielte fünf Tore. Er nahm an fünf Weltmeisterschaften (1981, 1982, 1983, 1985 und 1986) teil.
Er gehörte zum polnischen Aufgebot bei den Olympischen Winterspielen 1980 in Lake Placid und zum polnischen Aufgebot bei den Olympischen Winterspielen 1984 in Sarajevo.

## Privatleben
Synowiec studierte an der Schlesischen Technischen Universität und war später als Bergbauingenieur und Metallurge tätig.
Ludwik Synowiec starb am 21. Dezember 2022 im Alter von 64 Jahren.